# Liste des plus gros paquebots au monde
Les paquebots ont, durant toute leur histoire, connu une forte évolution de leur taille. Celle-ci se jugeait auparavant en tonneaux de jauge brute et par leur longueur. La concurrence pour le plus grand navire a longtemps été rude. Aujourd'hui le tonnage d'un navire est exprimé dans le système UMS (universal measurement system) qui ne comporte pas d'unité. 
Sont présentés ici les plus longs et gros navires actuels ainsi que les anciens plus grands navires au monde, jusqu'à ce qu'un navire batte leur record, quand bien même le précédent aurait été retiré du service avant que son record ne soit dépassé.  
Le plus long et gros paquebot à ce jour est l'Icon of the Seas, long de 364,75 mètres et avec un tonnage de 248 663 GT.  

## Les plus gros et plus longs paquebots au monde
| Rang | Nom                  | Tableau | Longueur | Armateur                      | Chantiers navals          | Mise en service   |
| ---- | -------------------- | ------- | -------- | ----------------------------- | ------------------------- | ----------------- |
| 1    | Icon of the Seas     |         | 364,75 m | Royal Caribbean International | Meyer Turku               | 27 janvier 2024   |
| 2    | Harmony of the Seas  |         | 362,12 m | Royal Caribbean International | Chantiers de l'Atlantique | 15 mai 2016       |
| 3    | Wonder of the Seas   |         | 362,04 m | Royal Caribbean International | Chantiers de l'Atlantique | 5 novembre 2021   |
| 4    | Utopia of the Seas   |         | 361,12 m | Royal Caribbean International | Chantiers de l'Atlantique | 14 juin 2024      |
| 5    | Symphony of the Seas |         | 361,01 m | Royal Caribbean International | Chantiers de l'Atlantique | 7 avril 2018      |
| 6    | Allure of the Seas   |         | 360,05 m | Royal Caribbean International | Meyer Turku               | 1er décembre 2010 |
| 7    | Oasis of the Seas    |         | 360 m    | Royal Caribbean International | Meyer Turku               | 5 décembre 2009   |
| 8    | Ovation of the Seas  |         | 348 m    | Royal Caribbean International | Meyer Werft               | 14 avril 2016     |
| 9    | Quantum of the Seas  |         | 347,70 m | Royal Caribbean International | Meyer Werft               | 2 novembre 2014   |
| 10   | Spectrum of the Seas |         | 347,11 m | Royal Caribbean International | Meyer Werft               | 18 avril 2019     |

En gras : Paquebot ayant été le plus grand au monde, au moment de sa mise en service.
| Rang | Nom                  | Tableau | Tonnage    | Armateur                      | Chantiers navals          | Mise en service   |
| ---- | -------------------- | ------- | ---------- | ----------------------------- | ------------------------- | ----------------- |
| 1    | Icon of the Seas     |         | 248 663 GT | Royal Caribbean International | Meyer Turku               | 27 janvier 2024   |
| 2    | Wonder of the Seas   |         | 236 857 GT | Royal Caribbean International | Chantiers de l'Atlantique | 5 novembre 2021   |
| 3    | Utopia of the Seas   |         | 236 473 GT | Royal Caribbean International | Chantiers de l'Atlantique | 14 juin 2024      |
| 4    | Symphony of the Seas |         | 228 081 GT | Royal Caribbean International | Chantiers de l'Atlantique | 7 avril 2018      |
| 5    | Harmony of the Seas  |         | 226 963 GT | Royal Caribbean International | Chantiers de l'Atlantique | 15 mai 2016       |
| 6    | Oasis of the Seas    |         | 226 838 GT | Royal Caribbean International | Meyer Turku               | 5 décembre 2009   |
| 7    | Allure of the Seas   |         | 225 282 GT | Royal Caribbean International | Meyer Turku               | 1er décembre 2010 |
| 8    | MSC World Europa     |         | 215 863 GT | MSC Croisières                | Chantiers de l'Atlantique | 24 octobre 2022   |
| 9    | Costa Toscana        |         | 186 364 GT | Costa Croisières              | Meyer Turku               | 2 décembre 2021   |
| 10   | Costa Smeralda       |         | 185 010 GT | Costa Croisières              | Meyer Turku               | 5 décembre 2019   |

En gras : Paquebot ayant le plus fort tonnage au monde, au moment de sa mise en service.

## Chronologie des paquebots les plus longs au monde

### Le plus long
| Nom                 | Tableau | Longueur | Armateur                                      | Année | Statut                      | Chantiers navals                                 |
| ------------------- | ------- | -------- | --------------------------------------------- | ----- | --------------------------- | ------------------------------------------------ |
| Great Western       |         | 71,6 m   | Great Western Steamship Company               | 1838  | Démoli en 1857              | William Patterson, Bristol, Angleterre           |
| British Queen       |         | 75 m     | British and American Steam Navigation Company | 1839  | Démoli en 1844              | Curling & Young, Londres, Angleterre             |
| Great Britain       |         | 98,15 m  | Great Western Steamship Company               | 1843  | Conservé en musée à Bristol | William Patterson, Bristol, Angleterre           |
| Himalaya            |         | 113,9 m  | P&O                                           | 1854  | Coulé en 1940               | C.J. Mare & Co., Londres, Angleterre             |
| Great Eastern       |         | 211 m    | Great Steamship Company                       | 1860  | Démoli en 1890              | Millwall, Londres, Angleterre                    |
| Oceanic             |         | 215,3 m  | White Star Line                               | 1899  | Naufrage en 1914            | Harland and Wolff, Belfast, Irlande du Nord      |
| Baltic              |         | 221,7 m  | White Star Line                               | 1904  | Démoli en 1933              | Harland and Wolff, Belfast, Irlande du Nord      |
| Lusitania           |         | 239,9 m  | Cunard Line                                   | 1907  | Torpillé en 1915            | John Brown & Company, Clydebank, Écosse          |
| Mauretania          |         | 240,7 m  | Cunard Line                                   | 1907  | Démoli en 1935              | Swan Hunter, Wallsend, Angleterre                |
| Olympic             |         | 269 m    | White Star Line                               | 1911  | Démoli en 1937              | Harland and Wolff, Belfast, Irlande du Nord      |
| Titanic             |         | 269,1 m  | White Star Line                               | 1912  | Naufrage en 1912            | Harland and Wolff, Belfast, Irlande du Nord      |
| Imperator           |         | 280,7 m  | HAPAG                                         | 1913  | Démoli en 1938              | A.G. Vulkan, Hambourg, Allemagne                 |
| Vaterland           |         | 290,2 m  | HAPAG                                         | 1914  | Démoli en 1938              | Blohm & Voss, Hambourg, Allemagne                |
| Majestic            |         | 291,7 m  | White Star Line                               | 1922  | Incendié en 1939            | Blohm & Voss, Hambourg, Allemagne                |
| Normandie           |         | 314 m    | CGT                                           | 1935  | Incendié en 1942            | Chantiers de Penhoët, Saint-Nazaire, France      |
| Queen Elizabeth     |         | 314,9 m  | Cunard                                        | 1940  | Incendié en 1972            | John Brown & Company, Clydebank, Écosse          |
| France              |         | 316,1 m  | CGT                                           | 1962  | Démoli en 2009              | Chantiers de l'Atlantique, Saint-Nazaire, France |
| Queen Mary 2        |         | 345 m    | Cunard Line                                   | 2004  | En service                  | Chantiers de l'Atlantique, Saint-Nazaire, France |
| Oasis of the Seas   |         | 360 m    | Royal Caribbean International                 | 2009  | En service                  | Meyer Turku, Turku, Finlande                     |
| Allure of the Seas  |         | 361 m    | Royal Caribbean International                 | 2010  | En service                  | Meyer Turku, Turku, Finlande                     |
| Harmony of the Seas |         | 362,12 m | Royal Caribbean International                 | 2016  | En service                  | Chantiers de l'Atlantique, Saint-Nazaire, France |

## Chronologie des paquebots au plus fort tonnage au monde

### Le plus gros (en tonnage)
| Nom                       | Tableau | Tonnage | Armateur                                      | Année | Statut                      | Chantiers navals                                 |
| ------------------------- | ------- | ------- | --------------------------------------------- | ----- | --------------------------- | ------------------------------------------------ |
| Great Western             |         | 1 340   | Great Western Steamship Company               | 1838  | Démoli en 1856              | William Patterson, Bristol, Angleterre           |
| British Queen             |         | 1 860   | British and American Steam Navigation Company | 1839  | Démoli en 1844              | Curling & Young, Londres, Angleterre             |
| President                 |         | 2 350   | British and American Steam Navigation Company | 1840  | Naufragé en 1841            | Curling & Young, Londres, Angleterre             |
| Great Britain             |         | 3 270   | Great Western Steamship Company               | 1845  | Conservé en musée à Bristol | William Patterson, Bristol, Angleterre           |
| Himalaya                  |         | 3 438   | P&O                                           | 1854  | Coulé en 1940               | C.J. Mare & Co., Londres, Angleterre             |
| Great Eastern             |         | 18 915  | Great Steamship Company                       | 1860  | Démoli en 1890              | Millwall, Londres, Angleterre                    |
| Celtic                    |         | 21 035  | White Star Line                               | 1901  | Échoué en 1928              | Harland and Wolff, Belfast, Irlande du Nord      |
| Cedric                    |         | 21 073  | White Star Line                               | 1903  | Démoli en 1932              | Harland and Wolff, Belfast, Irlande du Nord      |
| Baltic                    |         | 23 876  | White Star Line                               | 1904  | Démoli en 1933              | Harland and Wolff, Belfast, Irlande du Nord      |
| Kaiserin Auguste Victoria |         | 24 581  | HAPAG                                         | 1906  | Démoli en 1930              | AG Vulcan Stettin, Szczecin, Pologne             |
| Lusitania                 |         | 31 550  | Cunard Line                                   | 1907  | Torpillé en 1915            | John Brown & Company, Clydebank, Écosse          |
| Mauretania                |         | 31 938  | Cunard Line                                   | 1907  | Démoli en 1935              | Swan Hunter, Wallsend, Angleterre                |
| Olympic                   |         | 45 324  | White Star Line                               | 1911  | Démoli en 1937              | Harland and Wolff, Belfast, Irlande du Nord      |
| Titanic                   |         | 46 328  | White Star Line                               | 1912  | Naufrage en 1912            | Harland and Wolff, Belfast, Irlande du Nord      |
| Olympic (après refonte)   |         | 46 359  | White Star Line                               | 1911  | Démoli en 1937              | Harland and Wolff, Belfast, Irlande du Nord      |
| Imperator                 |         | 52 117  | HAPAG                                         | 1913  | Démoli en 1938              | A.G. Vulkan, Hambourg, Allemagne                 |
| Vaterland                 |         | 54 282  | HAPAG                                         | 1914  | Démoli en 1938              | Blohm & Voss, Hambourg, Allemagne                |
| Majestic                  |         | 56 551  | White Star Line                               | 1922  | Incendié en 1939            | Harland and Wolff, Belfast, Irlande du Nord      |
| Normandie                 |         | 79 280  | CGT                                           | 1935  | Incendié en 1942            | Chantiers de Penhoët, Saint-Nazaire, France      |
| Queen Elizabeth           |         | 83 673  | Cunard - White Star Line                      | 1940  | Incendié en 1972            | John Brown & Company, Clydebank, Écosse          |
| Carnival Destiny          |         | 101 353 | Carnival Cruise Lines                         | 1997  | En service                  | Fincantieri, Monfalcone, Italie                  |
| Grand Princess            |         | 109 000 | Princess Cruises                              | 1998  | En service                  | Fincantieri, Monfalcone, Italie                  |
| Voyager of the Seas       |         | 137 276 | Royal Caribbean International                 | 1999  | En service                  | Meyer Turku, Turku, Finlande                     |
| Explorer of the Seas      |         | 137 308 | Royal Caribbean International                 | 2000  | En service                  | Meyer Turku, Turku, Finlande                     |
| Queen Mary 2              |         | 148 528 | Cunard Line                                   | 2004  | En service                  | Chantiers de l'Atlantique, Saint-Nazaire, France |
| Freedom of the Seas       |         | 154 407 | Royal Caribbean International                 | 2006  | En service                  | Meyer Turku, Turku, Finlande                     |
| Liberty of the Seas       |         | 154 407 | Royal Caribbean International                 | 2007  | En service                  | Meyer Turku, Turku, Finlande                     |
| Independence of the Seas  |         | 154 407 | Royal Caribbean International                 | 2008  | En service                  | Meyer Turku, Turku, Finlande                     |
| Oasis of the Seas         |         | 225 282 | Royal Caribbean International                 | 2009  | En service                  | Meyer Turku, Turku, Finlande                     |
| Allure of the Seas        |         | 225 282 | Royal Caribbean International                 | 2010  | En service                  | Meyer Turku, Turku, Finlande                     |
| Harmony of the Seas       |         | 227 700 | Royal Caribbean International                 | 2016  | En service                  | Chantiers de l'Atlantique, Saint-Nazaire, France |
| Symphony of the Seas      |         | 228 081 | Royal Caribbean International                 | 2018  | En service                  | Chantiers de l'Atlantique, Saint-Nazaire, France |
| Wonder of the Seas        |         | 236 857 | Royal Caribbean International                 | 2021  | En service                  | Chantiers de l'Atlantique, Saint-Nazaire, France |